# Айхберг, Сёрен Нильс
Сёрен Нильс Айхберг (дат. Søren Nils нем. Eichberg; род. 23 июля 1973, Штутгарт) — датско-немецкий композитор. Сын немецкого социолога и публициста Хеннинга Айхберга, с 1982 г. живущего в Дании.
Учился в Копенгагенской консерватории как пианист, ученик Фридриха Гюртлера. Затем занимался в Кёльнской Высшей школе музыки у Арбо Валдмаа, там же изучал дирижирование под руководством Михаэля Луйга. По завершении образования живёт преимущественно в Берлине.
В 2001 г. выиграл Международный конкурс имени королевы Елизаветы в Брюсселе как композитор, со скрипичным концертом Qilaatersorneq (название ритуального танца на языке эскимосов Гренландии), — будучи при этом практически самоучкой в области композиции. За этой победой последовал ряд грантов и стипендий, приглашение на стажировку по композиции в Тэнглвудский музыкальный центр и для участия в санкт-петербургском фестивале «Музыкальный Олимп», где, однако, его сочинение вызвало скептический отзыв критики («не возвышается над уровнем рядовой студенческой работы»).
В дальнейшем Айхберг написал симфонию (2005, по заказу Симфонического оркестра Оденсе, премьерой дирижировал Урош Лайовиц), виолончельный (2006, по заказу Симфонического оркестра Саарского радио) и фортепианный концерты, ряд камерных сочинений. Международный конкурс пианистов имени Бузони в 2003 году заказал Айхбергу обязательное сочинение для конкурсантов. В 2009 году Айхберг завершил свою первую оперу «Грета Минде» (по одноимённой повести Теодора Фонтане), заказанную администрацией города Тангермюнде (который героиня повести, по сюжету, сожгла дотла) к тысячелетию города, — премьера состоялась в ходе юбилейных торжеств 8 сентября 2009 года.

## Награды
- 2001: Гран-при Международного конкурса композиторов Конкурс Рейн Элизабет в Брюсселе (концерт для скрипки с оркестром "Qilaatersorneq") (Бельгия);
- 2002: Содружество композиторов музыкального Фестиваля "Tanglewood" (США) [4];
- 2006: Грант  греческого фонда композиторов Александра Онассиса;
- 2007: Музыкальная премия композиторов министерства культуры Дании.